# Drosanthemum opacum
Drosanthemum opacum är en isörtsväxtart som beskrevs av L. Bol. Drosanthemum opacum ingår i släktet Drosanthemum och familjen isörtsväxter. Inga underarter finns listade i Catalogue of Life.